# András Bethlen
András Bethlen, conte de Beclean (în germană Andreas Graf Bethlen von Bethlen; n. 26 iulie 1847, Cluj, Imperiul Austriac – d. 25 august 1898, Beclean, Austro-Ungaria) a fost un politician maghiar.

## Biografie
Născut în 1847 la Cluj, pe atunci în Imperiul Austriac, András Bethlen a studiat dreptul la Universitatea din Pesta timp de 2 ani, apoi economia la Universitatea din Bruxelles, respectiv la Universitatea din Leipzig.
Între 1873 și 1882 și între 1890 și 1896 a fost deputat în Parlamentul de la Budapesta, iar între 1886 și 1889 a fost comisar regal. De asemenea, a fost prefect al Comitatului Brașov (1882-1890), apoi al Comitatului Sibiu. A fost ministru al agriculturii în perioada 1890-1894, în guvernele conduse de Gyula Szapáry și Sándor Wekerle.
A murit în 1898, la reședința sa de la Beclean, la vârsta de doar 51 de ani. A fost căsătorit și a avut 2 fete.